# Pleurodema guayapae
Espèce
Statut de conservation UICN

 LC  : Préoccupation mineure
Pleurodema guayapae est une espèce d'amphibiens de la famille des Leptodactylidae.

## Répartition
Cette espèce se rencontre entre 100 et 700 m d'altitude :
- en Argentine dans les Salinas de Ambargasta dans les provinces de Catamarca, de Córdoba, de Santiago del Estero, de San Juan et de La Rioja ;
- en Bolivie dans le département de Santa Cruz.

## Publication originale
- Barrio, 1964 : Especies crípticas del género Pleurodema que conviven en una misma area, identificados por el canto nupcial (Anura, Leptodactylidae). Physis, Buenos Aires, vol. 24, no 68, p. 471-489.